# سامسونج SGH-i300
سامسونج SGH-i300 (بالإنجليزية: Samsung SGH-i300)‏ هو هاتف ذكي من إلكترونيات سامسونج يعمل بنظام ويندوز موبايل، تم طرحه في الأسواق في 2005.

## الخصائص
- نظام التشغيل: ويندوز موبايل
- الشاشة: إل سي دي
- الذاكرة: 3 جيجابايت